# Eduard Zankawiec
Eduard Kanstancinawicz Zankawiec, błr. Эдуард Канстанцінавіч Занкавец, ros. Эдуард Константинович Занковец - Eduard Konstantinowicz Zankowiec (ur. 27 września 1969 w Łyszczach, Białoruska SRR) – radziecki i białoruski hokeista, reprezentant Białorusi, dwukrotny olimpijczyk. Trener hokejowy.

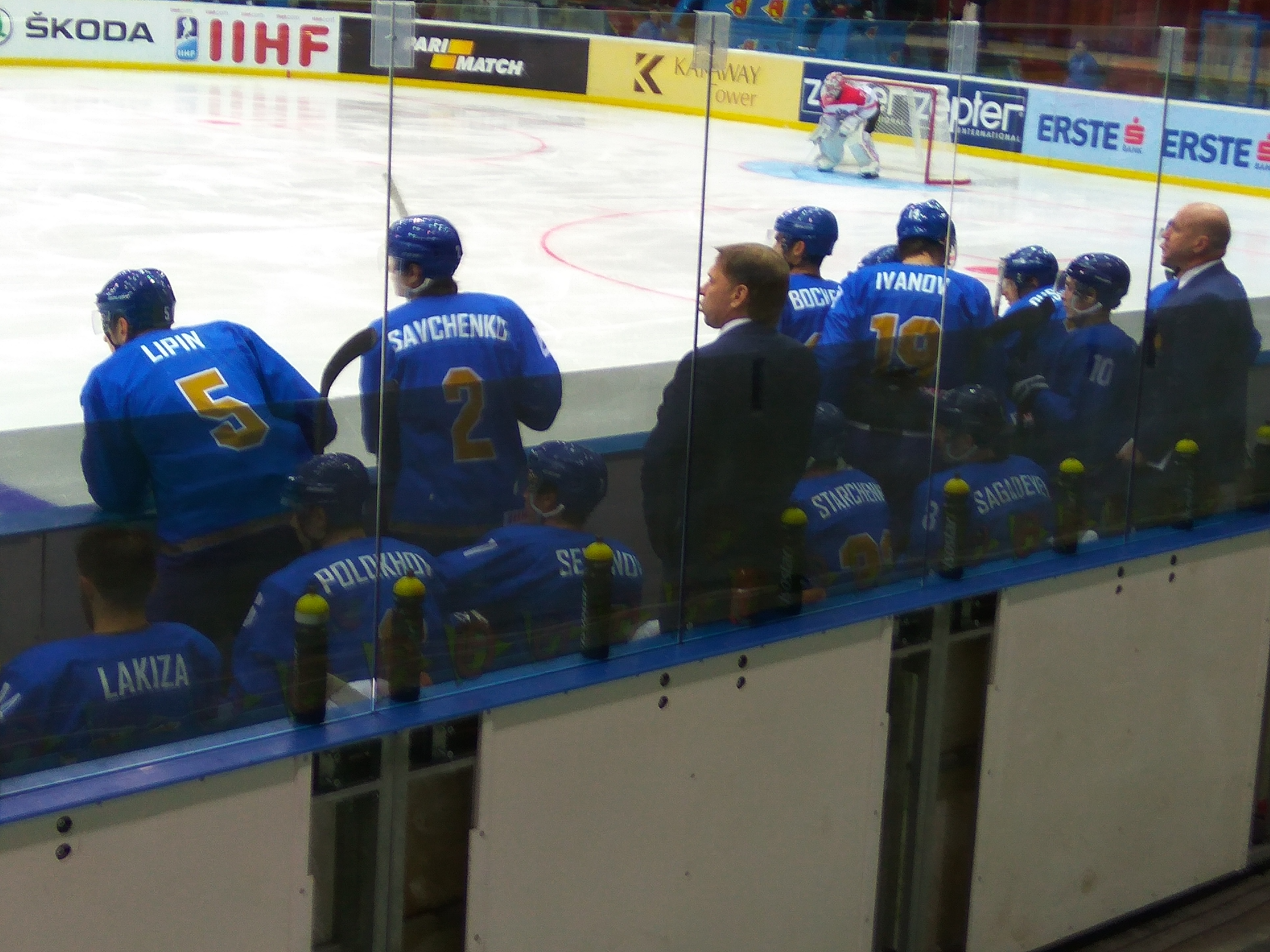
Eduard Zankawiec (pierwszy z prawej) jako trener Kazachstanu podczas MŚ 2017

Jego syn Uładzisłau (ur. 1991) został także hokeistą.

## Kariera zawodnicza
- Dynama Mińsk (1986-1993)
- Tiwali Mińsk (1993-1994)
- Awangard Omsk (1994-1996)
- AaB Ishockey (1996-1997)
- ES Weißwasser (1997-1999)
- HIFK (1999)
- SaiPa (1999-2000)
- Sibir Nowosybirsk (2000)
- Rockford IceHogs (2000-2001)
- Torpedo Niżny Nowogród (2001-2002)
- HK Kieramin Mińsk (2002)

Urodził się w miejscowości Łyszcze (rejon piński). Jako dziecko mieszkał z rodzicami w Pińsku, następnie zamieszkał w Mińsku.
W karierze seniorskiej Eduard Zankawiec reprezentował Białoruś. Zagrał w pierwszym oficjalnym spotkaniu reprezentacji Białorusi 7 listopada 1992 w eliminacyjnym meczu do mistrzostw świata z drużyną Ukrainy (1:4). Uczestniczył w turniejach mistrzostw świata w 1994, 1995 (Grupa C), 1996 (Grupa B), 2002 (Dywizja I) oraz zimowych igrzysk olimpijskich 1998, 2002.

## Kariera trenerska
- Reprezentacja Białorusi (2004-2009), asystent trenera
- Dynama Mińsk (2007), główny trener
- SKA Sankt Petersburg (2009-2010), główny trener
- Reprezentacja Białorusi (2010-2011), główny trener
- Awangard Omsk (2011-2013), asystent trenera
- Reprezentacja Białorusi (2013-2014), asystent trenera
- Awangard Omsk (2014-2016), asystent trenera
- Barys Astana (2016-2017), główny trener
- Reprezentacja Kazachstanu (2016-2017), główny trener
- Slovan Bratysława (2017-2018), główny trener
- Dinamo Sankt Petersburg (2019-2021), główny trener
- Mietałłurg Nowokuźnieck (2021-2022), główny trener
- Jugra Chanty-Mansyjsk (2022-), główny trener

Po zakończeniu kariery zawodniczej został szkoleniowcem hokejowym. Przez kilka lat był asystentem głównego trenera reprezentacji Białorusi - na turniejach mistrzostw świata w 2005, 2006, 2007, 2008, 2009. W sezonie KHL (2009/2010) był asystentem trenera w klubie SKA Sankt Petersburg. Następnie był pierwszym szkoleniowcem kadry Białorusi na turniejach MŚ 2010, 2011. Od grudnia 2011 był asystentem trenera w Awangardzie Omsk. Podczas turnieju mistrzostw świata w 2014 był asystentem Glena Hanlona. Od 2014 ponownie asystent w Awangardzie. Od początku września 2016 trener kazachskiego Barysu Astana. Od końca tego roku także selekcjoner kadry Kazachstanu. Po nieudanym turnieju MŚ 2017 i braku awansu do Elity, pod koniec kwietnia 2017 Zankawiec zrezygnował zarówno z posady selekcjonera kadry Kazachstanu, jak i trenera Barysu. Na początku października 2017 został szkoleniowcem Slovana Bratysława. Po sezonie KHL (2017/2018) odszedł ze stanowiska. W kwietniu 2019 został szkoleniowcem Dinama Sankt Petersburg. W maju 2021 został ogłoszony głównym trenerem w Mietałłurgu Nowokuźnieck. Odszedł z tej posady w kwietniu 2022. Na początku czerwca 2022 został ogłoszony nowym głównym trenerem zespołu Jugra Chanty-Mansyjsk, a do jego sztabu weszli jego rodacy m.in. Alaksandr Makrycki.

## Sukcesy
Reprezentacyjne
- Złoty medal Zimowej Spartakiady Narodów ZSRR: 1986 z Białoruską SRR[18]
- Awans do grupy B mistrzostw świata: 1995
- Czwarte miejsce w turnieju zimowych igrzysk olimpijskich: 2002
- Awans do Elity mistrzostw świata: 2002

Klubowe
- Złoty medal mistrzostw Białorusi: 1993, 1994 z Tiwali Mińsk, 2002 z Kieraminem Mińsk
- Brązowy medal mistrzostw Rosji: 1996 z Awangardem Omsk
- Puchar Białorusi: 2002 z Kieraminem Mińsk

Indywidualne
- Ekstraliga białoruska 1992/1993:
  - Pierwsze miejsce w klasyfikacji kanadyjskiej: 20 punktów[19]

Wyróżnienia
- Hokeista Roku na Białorusi: 1993
- Zasłużony Mistrz Sportu Republiki Białorusi: 2002[20]